# Lidwina von Schiedam

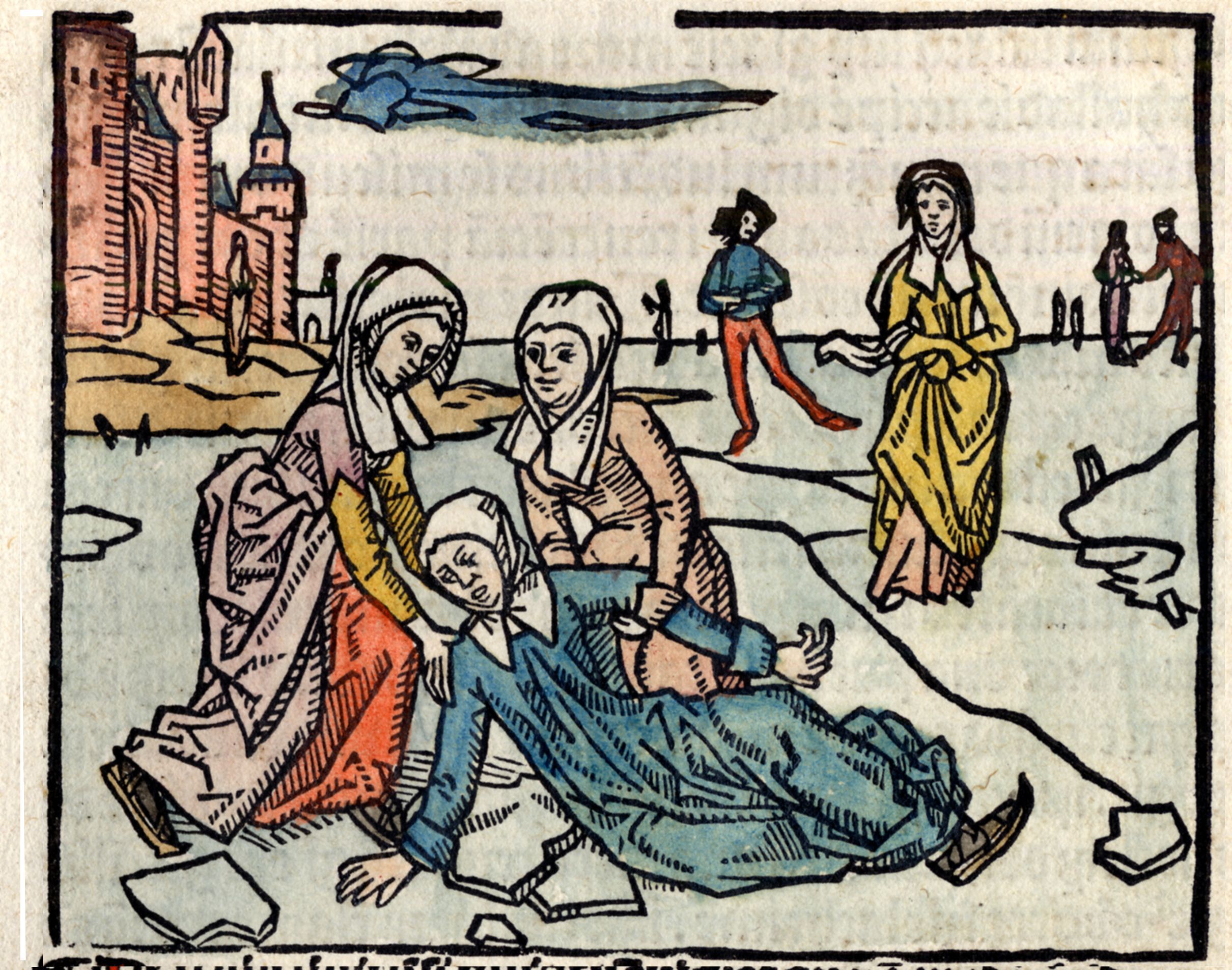
Kolorierter Holzschnitt mit dem Sturz Lidwinas, aus der Vita des Johannes Brugman, Ausgabe von 1498

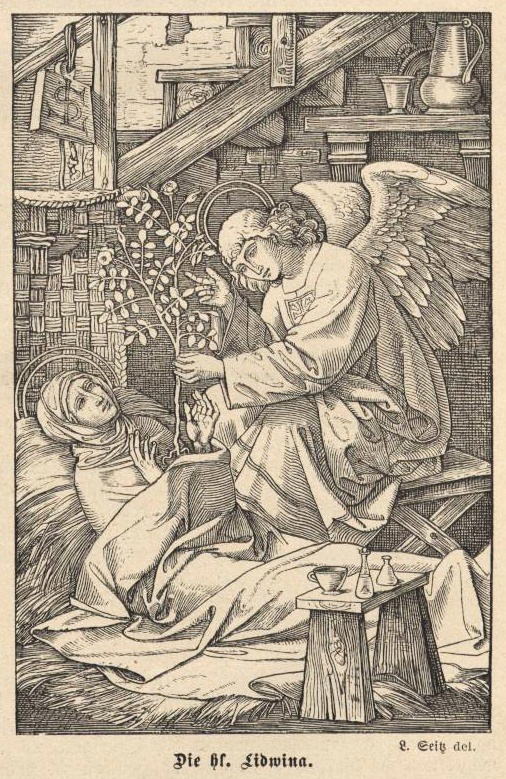
Die hl. Lidwina von Ludwig Seitz (1844–1908)

Lidwina von Schiedam, auch Liduina oder Liduvina, (* 18. März 1380 in Schiedam, bei Rotterdam; † 14. April 1433 ebenda) ist eine niederländische Heilige der römisch-katholischen Kirche.

## Leben
Lidwina wuchs in einer armen Familie mit acht Geschwistern auf. Ihr Vater hatte als Nachtwächter ein karges Einkommen.
Als sie als fünfzehnjähriges Mädchen beim Eislaufen stürzte, brach sie sich eine Rippe. Anschließend litt sie an in Schüben wiederkehrenden Lähmungen, Sensibilitätsstörungen und Sehstörungen. Aus heutiger Sicht könnte es sich um Multiple Sklerose oder um eine psychosomatische Erkrankung gehandelt haben.
Der Überlieferung nach war Lidwina sehr fromm und betete viel, vor allem zur Jungfrau Maria, zu der sie eine große Liebe und Verehrung hegte, und ertrug ihr großes Leiden mit Würde und sogar Freude. Sie bekam Geschwülste und blutende Wunden. Wenn Blut aus Lidwinas Wunden floss und sie andere Kranke zu Besuch hatte, wurden diese durch die Berührung mit Lidwinas Blut oft wundersam geheilt. Auch wusste Lidwina viele ihrer Besucher mit Worten oder allein durch ihren Anblick zu trösten und aufzumuntern, wobei ebenfalls Wunderheilungen auftraten.
Lidwina hatte oft Visionen. Immer blieben ihre Lebensfreude und ihr Glaube erhalten, wie schmerzlich ihre Qual auch war. Immer mehr Menschen besuchten Lidwina, die schon zeitlebens als Heilige galt. Achtunddreißig Jahre nach ihrem Unfall starb sie, der Überlieferung zufolge, ohne je ein unschickliches Wort gesagt zu haben.

## Verehrung
Das Leben Lidwinas wurde von mehreren Autoren aufgezeichnet. Die bekannteste dieser Hagiografien wurde das Werk von Johannes Brugman, das in drei Fassungen zwischen 1433 und 1456 erschien.
Schon bald nach Lidwinas Tod wurde über ihrem Grab eine Kapelle in der Janskerk errichtet. Während des Achtzigjährigen Krieges (1568–1648) wurden ihre Reliquien von den protestantischen Behörden aus Holland entfernt. 1871, als der katholische Glaube in den Niederlanden wieder gleichberechtigt war, wurden die Gebeine von Lidwina von Brüssel nach Schiedam überführt. Sie wurden zunächst in der 1859 errichteten Frankelandsekerk am Nieuwe Haven beigesetzt.
Am 14. März 1890 wurde Lidwina von Papst Leo XIII. heiliggesprochen. Ihre Grabkirche wurde ihr 1931  geweiht. Als diese Kirche 1968 abgerissen wurde, wurden die Reliquien in die Schiedamer Singelkerk übertragen, die seither der hl. Lidwina geweiht ist. Die Kirche wurde 1990 von Papst Johannes Paul II. zur Basilica minor erhoben und trägt seither den Namen Basilika St. Lidwina und Unserer Lieben Frau vom Rosenkranz.
Lidwina wird als Patronin der Kranken und Leidenden angerufen. Ihr Gedenktag ist, je nach Regionalkalender, der 18. März, der 14. April oder der 14. Juni.